# New Tredegar
New Tredegar (Tredegar Newydd in gallese) è una comunità del Galles sud-orientale, nel distretto di contea di Caerphilly, nei confini del Monmouthshire.

## Storia
L'insediamento si sviluppò nel XIX secolo, grazie allo sfruttamento delle vicine miniere di carbone nella valle di Rhymney.

## Monumenti e luoghi d'interesse
L'area è ricca di testimonianze di archeologia industriale, risalenti all'epoca in cui l'estrazione mineraria era il motore dell'economia del Galles meridionale. Questa eredità è commemorata nell'architettura moderna del luogo.

## Sport
Benché cittadina di piccole dimensioni, New Tredegar può vantare sia un club di rugby, il New Tredegar RFC che uno di calcio, il Tredegar Arms AFC.